# فری اینکوئری
فری اینکوئری یا فری اینکوایری (تلفظ بریتانیایی) (به انگلیسی: Free Inquiry) به معنی پرسش‌گری آزاد، یک مجله دوماهانه درباره انسان‌گرایی سکولار است که توسط شورای انسان‌گرایی سکولار، که بخشی از مرکز جستار است منتشر می‌شود. فیلسوف، پاول کورتز (در اکتبر ۲۰۱۲ درگذشت) سردبیر این مجله بوده‌است. در حال حاضر تام فلین سردبیر جدید مجله‌است.
مقاله‌ها طیف گسترده‌ای از مطالب را از دیدگاه آزاداندیشانه پوشش می‌دهند. موضوع‌های رایج مورد بحث جدایی دین و دولت، علم و دین، انتشار اندیشه آزاد و فلسفه کاربردی است. همکاران مجله شامل محققان برجسته در زمینه علم و فلسفه هستند.

## مقاله‌نویسان
مقاله‌نویسان قابل توجه شامل:
- ریچارد داوکینز – استاد سابق زیست‌شناسی و نویسنده
- سم هریس – دانشمند علوم اعصاب و نویسنده
- کریستوفر هیچنز – (پیشتر) ژورنالیست و نویسنده
- پی‌زی مایرز – استاد زیست‌شناسی و نویسنده
- پیتر سینگر – استاد فلسفه و اخلاق زیستی
- دی جی گروتی – رئیس بنیاد آموزشی جیمز رندی